# Schließfrucht
Eine Schließfrucht ist eine Frucht, die in geschlossenem Zustand von der sie tragenden Pflanze abfällt und sich auch bei der Reifung nicht öffnet. Ausbreitungseinheit ist somit die Frucht selber. Essbare Früchte werden durch Tiere aufgenommen und der Samen über den Kot ausgeschieden.
Zu den Schließfrüchten gehören:
- Beere, Sammelfrucht, mit fleischiger Fruchtwand
- Steinfrucht, meist einsamig, meist oberständiger Fruchtknoten, fleischig, meist ein Fruchtblatt
- Nussfrucht, oft einsamig, harte, dickere Schale
- Karyopse, einsamig, Perikarp dünn, mit dem Samen verwachsen
- Achäne, einsamig, Perikarp dünn, nur an einem Punkt mit dem Samen verwachsen
- Flügelfrucht (Samara) (einfach), einsamig, nussartig mit einem papierartigen Perikarp das in eine flügelförmige Struktur wächst.
- Utrikel, meist einsamig, Perikarp lose und blaterig (aufgeblasen), oft papierartig